# Ленстер (регбийный клуб)

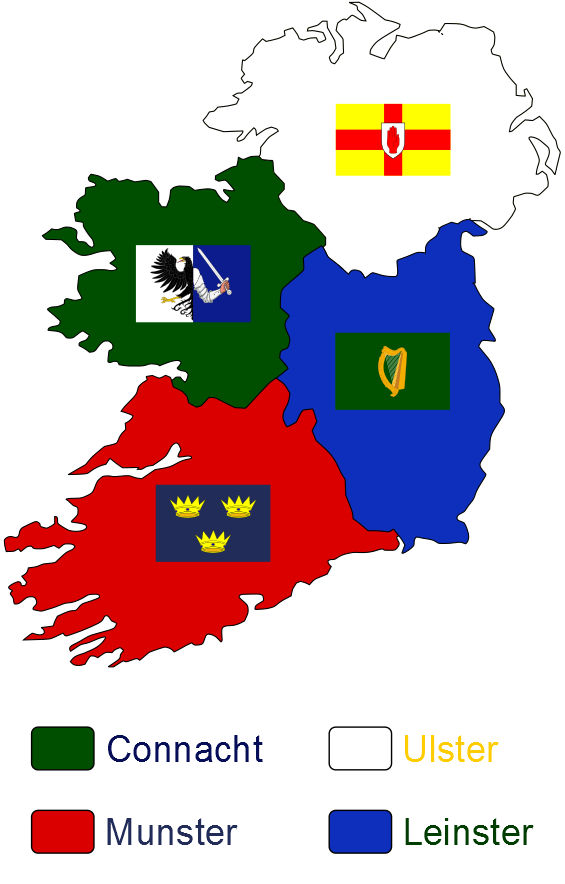

«Ленстер Рагби» или просто «Ленстер» — один из четырёх профессиональных провинциальных клубов Ирландии в регби-15. Команда представляет ленстерское отделение Ирландского регбийного союза, ответственное за организацию регбийных мероприятий в одноимённом регионе. Домашние матчи «Ленстера» в течение долгого времени проходили на стадионе «Доннибрук», однако сейчас в большинстве случаев регбисты принимают соперников на «РДС Арене». Особо значимые игры проходят на более вместительной «Авиве». Регбисты «Ленстера» выступают в синем и золотом. Эмблема клуба имеет форму арфы — культурного символа провинции и всей Ирландии в целом.
Клуб получил статус профессионального вместе с другими ирландскими командами в 1995 г. «Ленстер» принимал участие во всех розыгрышах Кельской лиги и её преемника — Про12. До этого регбисты соревновались в Ирландском межпровинциальном чемпионате. Команда резервистов «Ленстера» играет в Британском и ирландском кубке. Основной состав клуба дважды становился чемпионом Про12 и трижды выигрывал престижнейший европейский трофей — кубок Хейнекен.
19 мая 2012 г. «Ленстер» в третий раз за четыре года стал сильнейшим клубом Европы, обыграв в решающем матче «Ольстер» со счётом 42-14. Этот финал стал первым в истории противостоянием двух ирландских команд. В сезоне 2012/13 клуб стал победителем Европейского кубка вызова. На данный момент «Ленстер» занимает первую строчку в Европейском рейтинге клубов.

## История

### Любительский период
На конференции 1879 г., когда была создана ленстерская ветвь Ирландского регбийного союза, присутствовали представители клубов «Уондерерз», «Лендсдаун», «Арлингтон Скул», «Даблин Юнивёрсити», «Дандолк», «Финикс» и «Стивенс Хоспитал». Ф. Кеннеди из «Уондерерз» был избран первым секретарём органа, С. Б. Крокер («Лендсдаун») получил должность казначея. Новая структура несла ответственность за проведение регбийных соревнований на территории Ленстера. Ежегодно пятеро делегатов («ленстерская пятёрка») ветви избирались в комитет Ирландского союза.
До наступления профессиональной эры провинциальные команды Ирландии соревновались друг с другом и с иностранными клубами в рамках зарубежных турне. Первые матчи между «Ленстером», «Ольстером» и «Манстером» прошли в 1875 г. По правилам тех лет, на поле находилось 20 регбистов от каждой команды. «Ленстер» уступил «Ольстеру» на одну реализованную попытку и всухую переиграл «Манстер», забив гол. С тех пор подобные мини-турниры проводились ежегодно. В 1885 г. к числу участников присоединился «Коннахт». Межпровинциальные матчи были отменены в годы мировых войн (1914—1918, 1939—1945), однако неофициальные встречи всё же проводились.
Первый крупный зарубежный соперник «Ленстера» — the Kiwis, команда, собранная из солдат новозеландской армии. Игра между ними состоялась в 1946 г. Несмотря на то, что формально поездка не была санкционирована Новозеландским регбийным союзом, качество игры в матче запомнилось болельщикам надолго. Первая официальная игра с гастролирующим клубом прошла в 1957 г. — в Ирландию приехали австралийские регбисты. В дальнейшем «Ленстер» играл со всеми крупными соперниками, путешествующими по регбийному миру, — от Фиджи до Франции.
До становления профессионального регби в Ирландии большое значение имел клубный чемпионат. В течение некоторого времени провинциальные команды действовали по принципу сборных, и матчи, соответственно, проводились гораздо реже, чем сейчас. Новый статус регби, утверждённый в 1995 г., позволил провинциальным сборным и получить преимущества профессионального спортивного клуба, и сохранить поддержку Ирландского регбийного союза. Межпровинциальные матчи с участием Ленстерских школ проводятся с 1888 г. Тогда регбисты-«школьники» переиграли коллег из Ольстера, через год — соперников из Манстера. Команда Коннахта присоединилась в 1928 г. Чемпионат до сих пор является одним из престижных состязаний.
Первый официальный турнир Leinster Senior Challenge Cup был организован в 1881 г. Участники соревновались по системе плей-офф, которая определила необходимость проведения состязания в формате лиги. Позже были созданы юниорский кубок, юниорская лига и другие первенства. С начала 1920-х гг. стали проводиться Provincial Towns Cup и Metropolitan Cup, которые и сейчас проходят при участии большого «Ленстера».

### «Ленстер Лайонз»

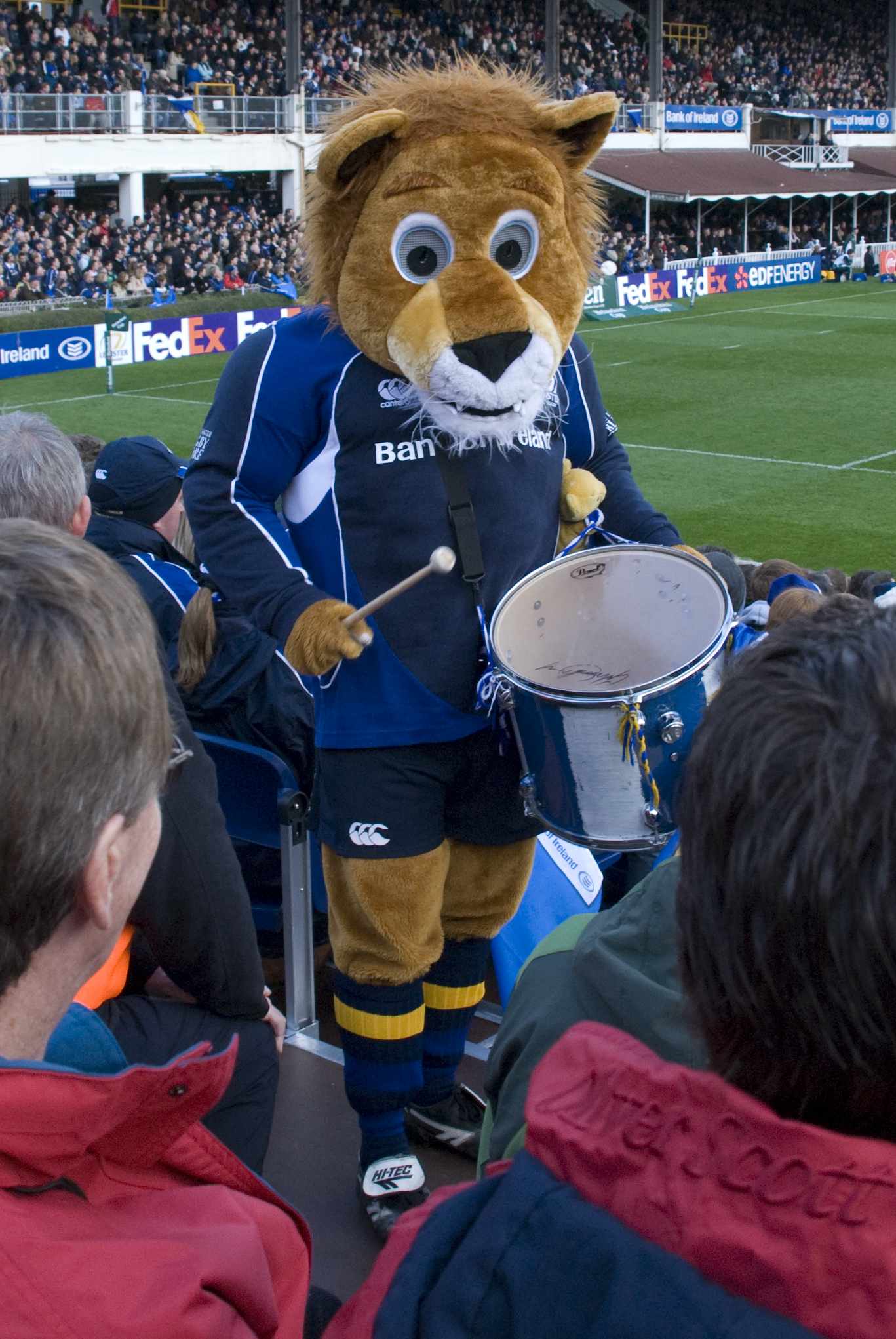
Лео, ленстерский лев.

В середине 1990-х гг. «Ленстер» получил профессиональный статус. Новое название — «Ленстер Лайонз» — было принято в сезоне 2001/02 в результате соглашения клуба и Canterbury Clothing Company, технического спонсора команды. Дебютный сезон «Ленстера» в новой Кельтской лиге оказался удачным: клуб стал первым чемпионом турнира, обыграв в финале «Манстер». На следующий год «Ленстер» стал третьей командой в истории, сумевшей выиграть все матчи на групповой стадии кубка Хейнекен. Кроме того, ирландцы прошли в полуфинал — на раунд дальше, чем в прошлом розыгрыше. Примечательно, что матч 1/2 финала с «Перпиньяном» (поражение) стал первой полуфинальной игрой «Ленстера» с 1996 г. Однако этот и следующий сезоны в Кельтской лиге оказались разочаровывающими. Перед стартом в чемпионате 2004/05 руководство решило отказаться от никнейма «Лайонз». Тем не менее, он до сих пор используется в некоторых случаях, например, юниорской командой.

### Без титулов
«Ленстер» стал постепенно подниматься в таблице с сезона 2004/05, когда ирландцы финишировали третьими, отстав от чемпиона всего на три очка. В том же сезоне «Ленстер» одержал победу во всех матчах группового этапа кубка Хейнекен. Этот факт, разумеется, сделал команду одним из фаворитов в борьбе за титул. Однако клуб выбыл уже в четвертьфинале, уступив «Лестер Тайгерс». Два следующих сезона вполне могли принести Ленстеру новые трофеи. И всё же оба раза ирландцы упускали титулы в последнем туре чемпионата. С другой стороны, «Ленстер» прогрессировал на европейской арене. В розыгрыше 2005/06 клуб вышел в полуфинал, где проиграл «Манстеру» на «Лэнсдаун Роуд». Через год «Ленстер» снова остановился на четвертьфинальной стадии — соперником команды в 1/4 были «Лондон Уоспс».

### Успех

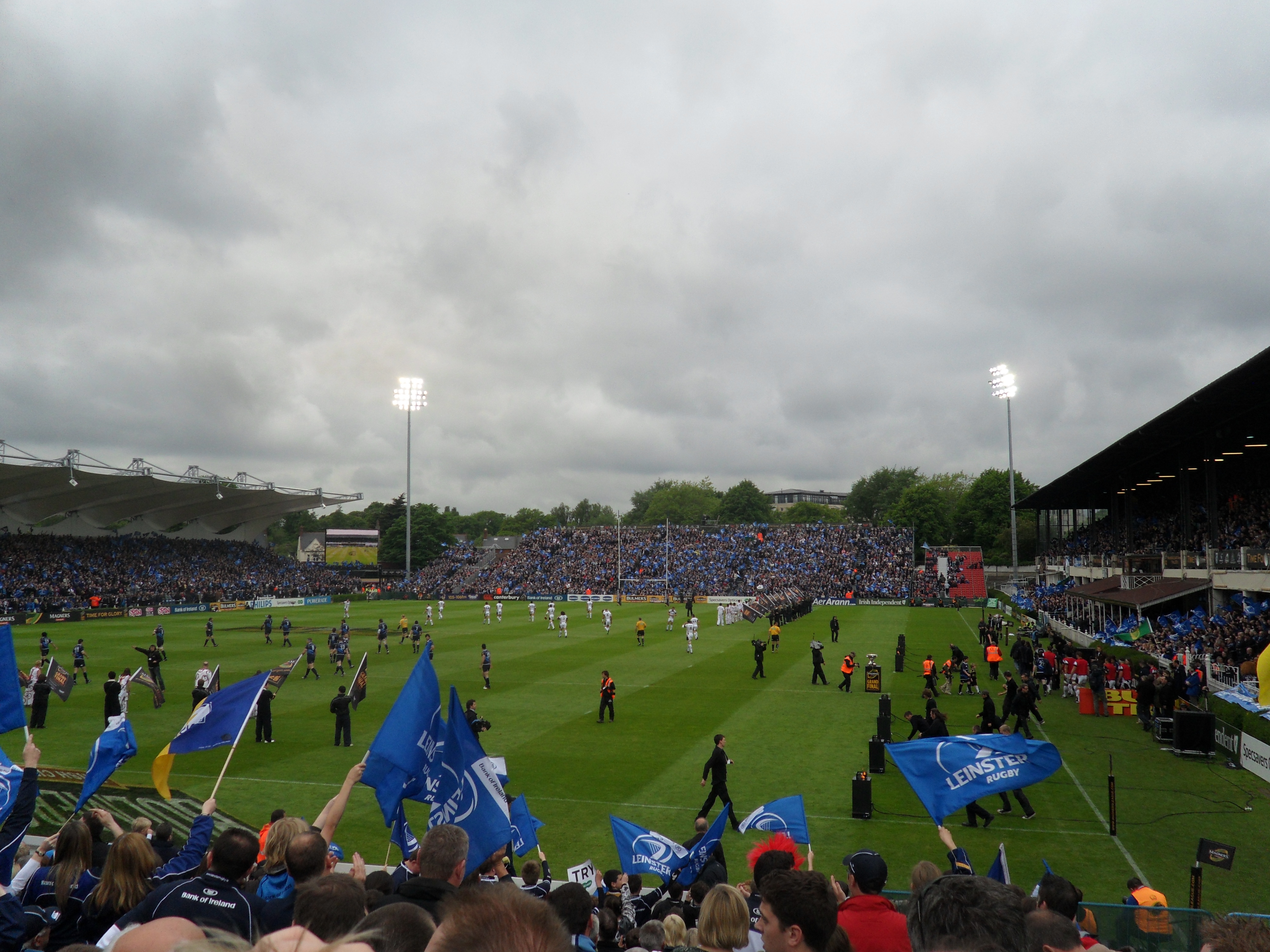
«РДС Арена» перед началом финального матча Кельтской лиги 2009/10.

Рост аудитории матчей «Ленстера» стал причиной переезда на обновлённую «РДС Арену». В сезоне 2007/08, несмотря на провал в Европе, клуб стал чемпионом Кельтской лиги, завоевав титул на глазах своих болельщиков. Занеся шесть попыток, «Ленстер» переиграл «Ньюпорт» со счётом 41-8. Следующая еврокубковая кампания оказалась успешнее, и клуб занял первое место в группе, причём весьма неожиданно (ирландцы крупно уступили «Кастру» в гостях). Затем последовала победа на «Харлекуинс», спровоцировавшая скандал, известный под названием «Бладгейт». В полуфинале «Ленстер», вопреки прогнозам букмекеров, оказался сильнее «Манстера» (25-6). Та игра, прошедшая на стадионе «Кроук Парк» стала рекордной в клубном регби по числу болельщиков — матч посетили 82 208 зрителей. Финал турнира прошёл на арене «Маррифилд» в Эдинбурге. Ирландский клуб обыграл англичан из «Лестер Тайгерс» и завоевал кубок впервые в своей истории.
На следующий год «Ленстер» силами будущего чемпиона «Тулузы» выбыл из розыгрыша на стадии полуфинала. Команда одержала победу в регулярном чемпионате Кельтской лиги, однако уступила «Оспрейз» дома в главном матче сезона (12-17). Кубок Хейнекен 2010/11 стал вторым в коллекции «Ленстера» — регбисты выиграли у «Нортгемптон Сэйнтс». После первой половины матча клуб англичане вели со счётом 22-6. Тем не менее, 27 безответных очков (в том числе три попытки), набранных «Ленстером» во втором тайме, позволили стать чемпионом именно ему. Кроме того, клуб совершил крупнейший камбэк в истории финалов кубка. Выдающуюся игру провёл Джонатан Секстон, набравший 28 из 33 очков «Ленстера». Этот результат вывел команду на первое место в Европейском рейтинге клубов. До этого «Ленстер» никогда не занимал высшую строчку. Взлёт в рейтинге во многом обусловлен силой соперников, обыгранных командой на пути к финалу: это и три лучших клуба английского сезона («Лестер», «Сэрасинс», «Нортгемптон»), и ведущие французские коллективы — чемпион страны «Клермон-Овернь», действующий обладатель кубка Хейнекен «Тулуза», а также «Расинг Метро».
В том сезоне «Ленстер» имел шанс стать первым клубом Про12, выигравшим и чемпионат, и кубок Хейнекен за один соревновательный год. Заняв второе место в регулярном чемпионате, команда получила серебро и по итогам всего турнира: в финальном матче на «Томонд Парк» выиграл «Манстер» (9-19).
В сезоне 2011/12 ирландцы стали трёхкратными обладателями кубка Хейнекен и второй командой, сумевшей выиграть турнир два раза подряд. Выступления в Европе начались с матчей группового этапа против «Монпелье», «Глазго» и «Бата», во всех из которых «Ленстер» остался непобеждённым. Регбисты записали в актив пять побед и одну ничью («Монпелье», 16-16). Разумеется, такой результат позволил клубу возглавить группу и выйти в четвертьфинал, где был разгромлен очередной оппонент — «Кардифф Блюз» (34-3). Победа в полуфинальном матче против «Клермон-Овернь» была менее убедительной (19-15). Наконец, в финале «Ленстер» выиграл у «Ольстера» — матч стал первым чисто ирландским противостоянием в финале кубка. Итоговый счёт финала — 42-14 — вошёл в историю с рекордом результативности победителя, наибольшим разрывом в счёте и пятью попытками «Ленстера» — лучшим показателем среди всех обладателей кубка.
Вторая попытка сделать золотой дубль не принесла клубу успеха, и первым чемпионом обновлённой лиги Про12 стали валлийцы из «Оспрейз». «Ленстер» получил всего на одно очко меньше соперника, причём лучший коллектив Уэльса занёс попытку и реализовал её на последней минуте игры.
В сезоне 2012/13 клуб стал победителем второго по степени важности европейского трофея, Европейского кубка вызова. В финальном матче ирландцы обыграли французскую команду «Стад Франсе» со счётом 31:13. За матчем наблюдало 20 396 зрителей — это третий результат в истории финалов кубка. Тогда же клуб стал победителем Про12. Заняв второе место в регулярном сезоне и пропустив вперёд «Ольстер», команда затем выиграла плей-офф. Соперником ленстерцев в финале стал именно «Ольстер».

## Результаты

### Кельтская лига и Про12
| Сезон   | Место          | Игр                                 | Побед                               | Поражений                           | Вничью                              | Бонус                               | Очков                               |                                     |                                     |
| ------- | -------------- | ----------------------------------- | ----------------------------------- | ----------------------------------- | ----------------------------------- | ----------------------------------- | ----------------------------------- | ----------------------------------- | ----------------------------------- |
| 2001/02 | 1-е (группа A) | 7                                   | 7                                   | 0                                   | 0                                   | 0                                   | 21                                  |                                     |                                     |
| 2001/02 | Четвертьфинал  | «Ленстер» 34 — 22 «Ньюпорт»         | «Ленстер» 34 — 22 «Ньюпорт»         | «Ленстер» 34 — 22 «Ньюпорт»         | «Ленстер» 34 — 22 «Ньюпорт»         | «Ленстер» 34 — 22 «Ньюпорт»         | «Ленстер» 34 — 22 «Ньюпорт»         | «Ленстер» 34 — 22 «Ньюпорт»         | «Ленстер» 34 — 22 «Ньюпорт»         |
| 2001/02 | Полуфинал      | «Ленстер» 35 — 13 «Глазго Уорриорз» | «Ленстер» 35 — 13 «Глазго Уорриорз» | «Ленстер» 35 — 13 «Глазго Уорриорз» | «Ленстер» 35 — 13 «Глазго Уорриорз» | «Ленстер» 35 — 13 «Глазго Уорриорз» | «Ленстер» 35 — 13 «Глазго Уорриорз» | «Ленстер» 35 — 13 «Глазго Уорриорз» | «Ленстер» 35 — 13 «Глазго Уорриорз» |
| 2001/02 | Финал          | «Ленстер» 24 — 20 «Манстер»         | «Ленстер» 24 — 20 «Манстер»         | «Ленстер» 24 — 20 «Манстер»         | «Ленстер» 24 — 20 «Манстер»         | «Ленстер» 24 — 20 «Манстер»         | «Ленстер» 24 — 20 «Манстер»         | «Ленстер» 24 — 20 «Манстер»         | «Ленстер» 24 — 20 «Манстер»         |
| 2002/03 | 5-е (группа B) | 7                                   | 3                                   | 0                                   | 4                                   | 6                                   | 18                                  |                                     |                                     |
| 2003/04 | 8-е            | 22                                  | 9                                   | 1                                   | 12                                  | 9                                   | 47                                  |                                     |                                     |
| 2004/05 | 3-е            | 20                                  | 12                                  | 1                                   | 7                                   | 7                                   | 57                                  |                                     |                                     |
| 2005/06 | 2-е            | 20                                  | 14                                  | 0                                   | 6                                   | 10                                  | 72                                  |                                     |                                     |
| 2006/07 | 3-е            | 20                                  | 12                                  | 1                                   | 7                                   | 11                                  | 61                                  |                                     |                                     |
| 2007/08 | 1-е            | 18                                  | 13                                  | 1                                   | 4                                   | 7                                   | 61                                  |                                     |                                     |
| 2008/09 | 3rd            | 18                                  | 11                                  | 1                                   | 6                                   | 6                                   | 52                                  |                                     |                                     |
| 2009/10 | 1-е            | 18                                  | 13                                  | 0                                   | 5                                   | 3                                   | 55                                  |                                     |                                     |
| 2009/10 | Полуфинал      | «Ленстер» 16 — 6 «Манстер»          | «Ленстер» 16 — 6 «Манстер»          | «Ленстер» 16 — 6 «Манстер»          | «Ленстер» 16 — 6 «Манстер»          | «Ленстер» 16 — 6 «Манстер»          | «Ленстер» 16 — 6 «Манстер»          | «Ленстер» 16 — 6 «Манстер»          | «Ленстер» 16 — 6 «Манстер»          |
| 2009/10 | Финал          | «Ленстер» 12 — 17 «Оспрейз»         | «Ленстер» 12 — 17 «Оспрейз»         | «Ленстер» 12 — 17 «Оспрейз»         | «Ленстер» 12 — 17 «Оспрейз»         | «Ленстер» 12 — 17 «Оспрейз»         | «Ленстер» 12 — 17 «Оспрейз»         | «Ленстер» 12 — 17 «Оспрейз»         | «Ленстер» 12 — 17 «Оспрейз»         |
| 2010/11 | 2-е            | 22                                  | 15                                  | 1                                   | 6                                   | 8                                   | 70                                  |                                     |                                     |
| 2010/11 | Полуфинал      | «Ленстер» 18 — 3 «Ольстер»          | «Ленстер» 18 — 3 «Ольстер»          | «Ленстер» 18 — 3 «Ольстер»          | «Ленстер» 18 — 3 «Ольстер»          | «Ленстер» 18 — 3 «Ольстер»          | «Ленстер» 18 — 3 «Ольстер»          | «Ленстер» 18 — 3 «Ольстер»          | «Ленстер» 18 — 3 «Ольстер»          |
| 2010/11 | Финал          | «Манстер» 19 — 9 «Ленстер»          | «Манстер» 19 — 9 «Ленстер»          | «Манстер» 19 — 9 «Ленстер»          | «Манстер» 19 — 9 «Ленстер»          | «Манстер» 19 — 9 «Ленстер»          | «Манстер» 19 — 9 «Ленстер»          | «Манстер» 19 — 9 «Ленстер»          | «Манстер» 19 — 9 «Ленстер»          |
| 2011/12 | 1-е            | 22                                  | 18                                  | 1                                   | 3                                   | 7                                   | 81                                  |                                     |                                     |
| 2011/12 | Полуфинал      | «Ленстер» 19 — 15 «Глазго Уорриорз» | «Ленстер» 19 — 15 «Глазго Уорриорз» | «Ленстер» 19 — 15 «Глазго Уорриорз» | «Ленстер» 19 — 15 «Глазго Уорриорз» | «Ленстер» 19 — 15 «Глазго Уорриорз» | «Ленстер» 19 — 15 «Глазго Уорриорз» | «Ленстер» 19 — 15 «Глазго Уорриорз» | «Ленстер» 19 — 15 «Глазго Уорриорз» |
| 2011/12 | Финал          | «Ленстер» 30 — 31 «Оспрейз»         | «Ленстер» 30 — 31 «Оспрейз»         | «Ленстер» 30 — 31 «Оспрейз»         | «Ленстер» 30 — 31 «Оспрейз»         | «Ленстер» 30 — 31 «Оспрейз»         | «Ленстер» 30 — 31 «Оспрейз»         | «Ленстер» 30 — 31 «Оспрейз»         | «Ленстер» 30 — 31 «Оспрейз»         |

### Кубок Хейнекен
| Сезон   | Группа/раунд  | Место                              | Игр                                | Побед                              | Вничью                             | Поражений                          | Бонус                              | Очков                              |                                    |
| ------- | ------------- | ---------------------------------- | ---------------------------------- | ---------------------------------- | ---------------------------------- | ---------------------------------- | ---------------------------------- | ---------------------------------- | ---------------------------------- |
| 1995/96 | Группа C      | 1-е                                | 2                                  | 2                                  | 0                                  | 0                                  | -                                  | 4                                  |                                    |
| 1995/96 | Полуфинал     | «Ленстер» 14 — 23 «Кардифф Блюз»   | «Ленстер» 14 — 23 «Кардифф Блюз»   | «Ленстер» 14 — 23 «Кардифф Блюз»   | «Ленстер» 14 — 23 «Кардифф Блюз»   | «Ленстер» 14 — 23 «Кардифф Блюз»   | «Ленстер» 14 — 23 «Кардифф Блюз»   | «Ленстер» 14 — 23 «Кардифф Блюз»   | «Ленстер» 14 — 23 «Кардифф Блюз»   |
| 1996/97 | Группа B      | 3-е                                | 4                                  | 2                                  | 0                                  | 2                                  | -                                  | 4                                  |                                    |
| 1997/98 | Группа A      | 3-е                                | 6                                  | 2                                  | 0                                  | 4                                  | -                                  | 4                                  |                                    |
| 1998/99 | Группа A      | 4-е                                | 6                                  | 2                                  | 0                                  | 4                                  | -                                  | 4                                  |                                    |
| 1999/00 | Группа 1      | 2-е                                | 6                                  | 4                                  | 0                                  | 2                                  | -                                  | 8                                  |                                    |
| 2000/01 | Группа 1      | 2-е                                | 6                                  | 3                                  | 1                                  | 2                                  | -                                  | 7                                  |                                    |
| 2001/02 | Группа 6      | 1-е                                | 6                                  | 5                                  | 0                                  | 1                                  | -                                  | 10                                 |                                    |
| 2001/02 | Четвертьфинал | «Лестер Тайгерс» 29 — 18 «Ленстер» | «Лестер Тайгерс» 29 — 18 «Ленстер» | «Лестер Тайгерс» 29 — 18 «Ленстер» | «Лестер Тайгерс» 29 — 18 «Ленстер» | «Лестер Тайгерс» 29 — 18 «Ленстер» | «Лестер Тайгерс» 29 — 18 «Ленстер» | «Лестер Тайгерс» 29 — 18 «Ленстер» | «Лестер Тайгерс» 29 — 18 «Ленстер» |
| 2002/03 | Группа 4      | 1-е                                | 6                                  | 6                                  | 0                                  | 0                                  | -                                  | 12                                 |                                    |
| 2002/03 | Четвертьфинал | «Ленстер» 18 — 13 «Биарриц»        | «Ленстер» 18 — 13 «Биарриц»        | «Ленстер» 18 — 13 «Биарриц»        | «Ленстер» 18 — 13 «Биарриц»        | «Ленстер» 18 — 13 «Биарриц»        | «Ленстер» 18 — 13 «Биарриц»        | «Ленстер» 18 — 13 «Биарриц»        | «Ленстер» 18 — 13 «Биарриц»        |
| 2002/03 | Полуфинал     | «Ленстер» 14 — 21 «Перпиньян»      | «Ленстер» 14 — 21 «Перпиньян»      | «Ленстер» 14 — 21 «Перпиньян»      | «Ленстер» 14 — 21 «Перпиньян»      | «Ленстер» 14 — 21 «Перпиньян»      | «Ленстер» 14 — 21 «Перпиньян»      | «Ленстер» 14 — 21 «Перпиньян»      | «Ленстер» 14 — 21 «Перпиньян»      |
| 2003/04 | Группа 3      | 2-е                                | 6                                  | 4                                  | 0                                  | 2                                  | 2                                  | 18                                 |                                    |
| 2004/05 | Группа 4      | 1-е                                | 6                                  | 6                                  | 0                                  | 0                                  | 2                                  | 26                                 |                                    |
| 2004/05 | Четвертьфинал | «Ленстер» 13 — 29 «Лестер Тайгерс» | «Ленстер» 13 — 29 «Лестер Тайгерс» | «Ленстер» 13 — 29 «Лестер Тайгерс» | «Ленстер» 13 — 29 «Лестер Тайгерс» | «Ленстер» 13 — 29 «Лестер Тайгерс» | «Ленстер» 13 — 29 «Лестер Тайгерс» | «Ленстер» 13 — 29 «Лестер Тайгерс» | «Ленстер» 13 — 29 «Лестер Тайгерс» |
| 2005/06 | Группа 5      | 2-е                                | 6                                  | 4                                  | 0                                  | 2                                  | 6                                  | 22                                 |                                    |
| 2005/06 | Четвертьфинал | «Тулуза» 35 — 41 «Ленстер»         | «Тулуза» 35 — 41 «Ленстер»         | «Тулуза» 35 — 41 «Ленстер»         | «Тулуза» 35 — 41 «Ленстер»         | «Тулуза» 35 — 41 «Ленстер»         | «Тулуза» 35 — 41 «Ленстер»         | «Тулуза» 35 — 41 «Ленстер»         | «Тулуза» 35 — 41 «Ленстер»         |
| 2005/06 | Полуфинал     | «Ленстер» 6 — 30 «Манстер»         | «Ленстер» 6 — 30 «Манстер»         | «Ленстер» 6 — 30 «Манстер»         | «Ленстер» 6 — 30 «Манстер»         | «Ленстер» 6 — 30 «Манстер»         | «Ленстер» 6 — 30 «Манстер»         | «Ленстер» 6 — 30 «Манстер»         | «Ленстер» 6 — 30 «Манстер»         |
| 2006/07 | Группа 2      | 1-е                                | 6                                  | 4                                  | 0                                  | 2                                  | 5                                  | 21                                 |                                    |
| 2006/07 | Четвертьфинал | «Лондон Уоспс» 35 — 13 «Ленстер»   | «Лондон Уоспс» 35 — 13 «Ленстер»   | «Лондон Уоспс» 35 — 13 «Ленстер»   | «Лондон Уоспс» 35 — 13 «Ленстер»   | «Лондон Уоспс» 35 — 13 «Ленстер»   | «Лондон Уоспс» 35 — 13 «Ленстер»   | «Лондон Уоспс» 35 — 13 «Ленстер»   | «Лондон Уоспс» 35 — 13 «Ленстер»   |
| 2007/08 | Группа 6      | 3-е                                | 6                                  | 3                                  | 0                                  | 3                                  | 0                                  | 12                                 |                                    |
| 2008/09 | Группа 2      | 1-е                                | 6                                  | 4                                  | 0                                  | 2                                  | 4                                  | 20                                 |                                    |
| 2008/09 | Четвертьфинал | «Харлекуинс» 5 — 6 «Ленстер»       | «Харлекуинс» 5 — 6 «Ленстер»       | «Харлекуинс» 5 — 6 «Ленстер»       | «Харлекуинс» 5 — 6 «Ленстер»       | «Харлекуинс» 5 — 6 «Ленстер»       | «Харлекуинс» 5 — 6 «Ленстер»       | «Харлекуинс» 5 — 6 «Ленстер»       | «Харлекуинс» 5 — 6 «Ленстер»       |
| 2008/09 | Полуфинал     | «Манстер» 6 — 25 «Ленстер»         | «Манстер» 6 — 25 «Ленстер»         | «Манстер» 6 — 25 «Ленстер»         | «Манстер» 6 — 25 «Ленстер»         | «Манстер» 6 — 25 «Ленстер»         | «Манстер» 6 — 25 «Ленстер»         | «Манстер» 6 — 25 «Ленстер»         | «Манстер» 6 — 25 «Ленстер»         |
| 2008/09 | Финал         | «Ленстер» 19 — 16 «Лестер Тайгерс» | «Ленстер» 19 — 16 «Лестер Тайгерс» | «Ленстер» 19 — 16 «Лестер Тайгерс» | «Ленстер» 19 — 16 «Лестер Тайгерс» | «Ленстер» 19 — 16 «Лестер Тайгерс» | «Ленстер» 19 — 16 «Лестер Тайгерс» | «Ленстер» 19 — 16 «Лестер Тайгерс» | «Ленстер» 19 — 16 «Лестер Тайгерс» |
| 2009/10 | Группа 6      | 1-е                                | 6                                  | 4                                  | 1                                  | 1                                  | 4                                  | 22                                 |                                    |
| 2009/10 | Четвертьфинал | «Ленстер» 29 — 28 «Клермон-Овернь» | «Ленстер» 29 — 28 «Клермон-Овернь» | «Ленстер» 29 — 28 «Клермон-Овернь» | «Ленстер» 29 — 28 «Клермон-Овернь» | «Ленстер» 29 — 28 «Клермон-Овернь» | «Ленстер» 29 — 28 «Клермон-Овернь» | «Ленстер» 29 — 28 «Клермон-Овернь» | «Ленстер» 29 — 28 «Клермон-Овернь» |
| 2009/10 | Полуфинал     | «Тулуза» 26 — 16 «Ленстер»         | «Тулуза» 26 — 16 «Ленстер»         | «Тулуза» 26 — 16 «Ленстер»         | «Тулуза» 26 — 16 «Ленстер»         | «Тулуза» 26 — 16 «Ленстер»         | «Тулуза» 26 — 16 «Ленстер»         | «Тулуза» 26 — 16 «Ленстер»         | «Тулуза» 26 — 16 «Ленстер»         |
| 2010/11 | Группа 2      | 1-е                                | 6                                  | 5                                  | 0                                  | 1                                  | 4                                  | 24                                 |                                    |
| 2010/11 | Четвертьфинал | «Ленстер» 17 — 10 «Лестер Тайгерс» | «Ленстер» 17 — 10 «Лестер Тайгерс» | «Ленстер» 17 — 10 «Лестер Тайгерс» | «Ленстер» 17 — 10 «Лестер Тайгерс» | «Ленстер» 17 — 10 «Лестер Тайгерс» | «Ленстер» 17 — 10 «Лестер Тайгерс» | «Ленстер» 17 — 10 «Лестер Тайгерс» | «Ленстер» 17 — 10 «Лестер Тайгерс» |
| 2010/11 | Полуфинал     | «Ленстер» 32 — 23 «Тулуза»         | «Ленстер» 32 — 23 «Тулуза»         | «Ленстер» 32 — 23 «Тулуза»         | «Ленстер» 32 — 23 «Тулуза»         | «Ленстер» 32 — 23 «Тулуза»         | «Ленстер» 32 — 23 «Тулуза»         | «Ленстер» 32 — 23 «Тулуза»         | «Ленстер» 32 — 23 «Тулуза»         |
| 2010/11 | Финал         | «Ленстер» 33 — 22 «Нортгемптон»    | «Ленстер» 33 — 22 «Нортгемптон»    | «Ленстер» 33 — 22 «Нортгемптон»    | «Ленстер» 33 — 22 «Нортгемптон»    | «Ленстер» 33 — 22 «Нортгемптон»    | «Ленстер» 33 — 22 «Нортгемптон»    | «Ленстер» 33 — 22 «Нортгемптон»    | «Ленстер» 33 — 22 «Нортгемптон»    |
| 2011/12 | Группа 3      | 1-е                                | 6                                  | 5                                  | 1                                  | 0                                  | 2                                  | 24                                 |                                    |
| 2011/12 | Четвертьфинал | «Ленстер» 34 — 3 «Кардифф Блюз»    | «Ленстер» 34 — 3 «Кардифф Блюз»    | «Ленстер» 34 — 3 «Кардифф Блюз»    | «Ленстер» 34 — 3 «Кардифф Блюз»    | «Ленстер» 34 — 3 «Кардифф Блюз»    | «Ленстер» 34 — 3 «Кардифф Блюз»    | «Ленстер» 34 — 3 «Кардифф Блюз»    | «Ленстер» 34 — 3 «Кардифф Блюз»    |
| 2011/12 | Полуфинал     | «Клермон-Овернь» 15 — 19 «Ленстер» | «Клермон-Овернь» 15 — 19 «Ленстер» | «Клермон-Овернь» 15 — 19 «Ленстер» | «Клермон-Овернь» 15 — 19 «Ленстер» | «Клермон-Овернь» 15 — 19 «Ленстер» | «Клермон-Овернь» 15 — 19 «Ленстер» | «Клермон-Овернь» 15 — 19 «Ленстер» | «Клермон-Овернь» 15 — 19 «Ленстер» |
| 2011/12 | Финал         | «Ленстер» 42 — 14 «Ольстер»        | «Ленстер» 42 — 14 «Ольстер»        | «Ленстер» 42 — 14 «Ольстер»        | «Ленстер» 42 — 14 «Ольстер»        | «Ленстер» 42 — 14 «Ольстер»        | «Ленстер» 42 — 14 «Ольстер»        | «Ленстер» 42 — 14 «Ольстер»        | «Ленстер» 42 — 14 «Ольстер»        |

## Достижения
Про12
- Чемпион: 9 (2001/02, 2007/08, 2012/13, 2013/14, 2017/18, 2018/19, 2019/20, 2020/21, 2024/25)
- Вице-чемпион: 5 (2005/06, 2009/10, 2010/11, 2011/12, 2015/16)

Кубок Хейнекен / Кубок европейских чемпионов
- Обладатель: 4 (2009, 2011, 2012, 2018)
- Финалист: 2 (2019, 2022)

Европейский кубок вызова
- Обладатель: 1 (2013)

Ирландский межпровинциальный чемпионат
- Чемпион: 20 (1949, 1950, 1955*, 1957*, 1959, 1961, 1962, 1964, 1965, 1972, 1973*, 1976*, 1978*, 1980, 1981, 1982, 1983*, 1984, 1994*, 1996)

Жирный — Большой шлем; * — титул получен совместно с другой командой.

## Цвета и символика

Флаг провинции Ленстер

Сейчас команда выступает в синем, однако на заре своей истории регбисты «Ленстера» выступали в зелёной форме. Арфа прочно ассоциируется с провинцией Ленстер, поэтому её изображение по традиции представлено на экипировке. Арфа была символом команды ещё во время первой межпровинциальной игры с «Ольстером». Легенда гласит, что этот инструмент стал символом провинции в XVII веке, когда Юэн Рой О’Нил поднял на своём корабле «Сент-Френсис» зелёный флаг с арфой, причалив в Дюнкерке. Позже О’Нил вернулся в Ирландию, желая помочь ей в борьбе за независимость, и отправился в ленстерский город Килкенни.
Новая эмблема утверждена в 2005 г. — клуб не обладал авторскими правами в отношении предыдущей. Новый стилизованный символ совмещает изображение арфы с контурами регбийного мяча. Знак присутствует на всех фирменных товарах «Ленстера», в том числе на копиях игровой формы. Сейчас команда выступает в синих регбийках с белой арфой и некоторыми золотыми элементами. Резервный комплект включает белую регбийку с синей арфой. Кроме того, над эмблемой клуба расположены три звезды, символизирующие три победы «Ленстера» в кубке Хейнекен.

## Персонал
| Функции                                      | Специалист          | Союз                |
| -------------------------------------------- | ------------------- | ------------------- |
| Главный тренер и тренер защиты               | Джозеф Шмидт        | Флаг Новой Зеландии |
| Тренер атаки                                 | Джоно Гиббс         | Флаг Новой Зеландии |
| Тренер схватки                               | Грег Фик            | Новая Зеландия      |
| Тренер ударов                                | Ричи Мёрфи          | Флаг Ирландии       |
| Генеральный директор                         | Мик Доусон          | Флаг Ирландии       |
| Менеджер команды                             | Гай Истерби         | Флаг Ирландии       |
| Врач                                         | проф. Джон Райан    | Флаг Ирландии       |
| Врач                                         | проф. Артур Таннер  | Флаг Ирландии       |
| Врач                                         | доктор Джим Макшейн | Флаг Ирландии       |
| Физиотерапевт                                | Джеймс Аллен        | Флаг Ирландии       |
| Физиотерапевт                                | Гаррет Фаррел       | Флаг Ирландии       |
| Силовая подготовка, улучшение физ. состояния | Джейсон Каумен      | Флаг Ирландии       |
| Силовая и скоростная подготовка              | Дэниел Тобин        | Флаг Ирландии       |
| Реабилитация                                 | Стивен Смит         | Флаг Ирландии       |
| Главный скаут                                | Гай Истербай        | Флаг Ирландии       |

## Текущий состав
Сезон 2018/19.
| Игрок               | Позиция | Страна    |
| ------------------- | ------- | --------- |
| Брайан Бирн         | Хукер   | Ирландия  |
| Шон Кронин          | Хукер   | Ирландия  |
| Джеймс Трейси       | Хукер   | Ирландия  |
| Вакх Абдаладзе      | Проп    | Грузия    |
| Майкл Бент          | Проп    | Ирландия  |
| Эд Бирн             | Проп    | Ирландия  |
| Питер Дули          | Проп    | Ирландия  |
| Тайг Фёрлонг        | Проп    | Ирландия  |
| Киан Хили           | Проп    | Ирландия  |
| Джек Макгрет        | Проп    | Ирландия  |
| Эндрю Портер        | Проп    | Ирландия  |
| Скотт Фарди         | Лок     | Австралия |
| Мик Кирни           | Лок     | Ирландия  |
| Росс Молони         | Лок     | Ирландия  |
| Иан Нейгл           | Лок     | Ирландия  |
| Джеймс Райан        | Лок     | Ирландия  |
| Девин Тоунер        | Лок     | Ирландия  |
| Уилл Коннорс        | Фланкер | Ирландия  |
| Дэн Ливи            | Фланкер | Ирландия  |
| Джош Мёрфи          | Фланкер | Ирландия  |
| Шон О’Брайен        | Фланкер | Ирландия  |
| Рис Раддок          | Фланкер | Ирландия  |
| Джош ван дер Флайер | Фланкер | Ирландия  |
| Джек Конан          | Номер 8 | Ирландия  |
| Макс Диган          | Номер 8 | Ирландия  |

| Игрок                | Позиция   | Ассоциация     |
| -------------------- | --------- | -------------- |
| Джемисон Гибсон-Парк | Скрам-хав | Новая Зеландия |
| Ник Маккарти         | Скрам-хав | Ирландия       |
| Люк Макгрет          | Скрам-хав | Ирландия       |
| Росс Бирн            | Флай-хав  | Ирландия       |
| Джонатан Секстон     | Флай-хав  | Ирландия       |
| Том Дейли            | Центр     | Ирландия       |
| Робби Хеншоу         | Центр     | Ирландия       |
| Рори О’Лафлин        | Центр     | Ирландия       |
| Ноэл Райд            | Центр     | Ирландия       |
| Гарри Джингроуз      | Центр     | Ирландия       |
| Адам Бирн            | Винг      | Ирландия       |
| Барри Дейли          | Винг      | Ирландия       |
| Дейв Кирни           | Винг      | Ирландия       |
| Джеймс Лоу           | Винг      | Ирландия       |
| Фергюс Макфадден     | Винг      | Ирландия       |
| Джо Томане           | Винг      | Австралия      |
| Роб Кирни            | Фулбэк    | Ирландия       |
| Джордан Лармур       | Фулбэк    | Ирландия       |

### Академия
Сезон 2018/19.
| Игрок          | Позиция |
| -------------- | ------- |
| Ронан Келлехер | Хукер   |
| Джек Онджер    | Проп    |
| Майкл Милн     | Проп    |
| Райан Бэйрд    | Лок     |
| Ойсин Даулинг  | Лок     |
| Джек Данн      | Лок     |
| Скотт Пенни    | Фланкер |

| Игрок            | Позиция   |
| ---------------- | --------- |
| Хью О'Салливан   | Скрам-хав |
| Патрик Паттерсон | Скрам-хав |
| Гарри Бирн       | Флай-хав  |
| Кьяран Фроули    | Центр     |
| Гэвин Маллин     | Центр     |
| Коннор О'Брайан  | Центр     |
| Джимми О'Брайан  | Центр     |
| Томми О'Брайан   | Центр     |
| Хьюго Кинан      | Винг      |
| Джек Келли       | Винг      |
| Аарон О'Салливан | Винг      |
| Майкл Сильвестер | Фуллбэк   |

## Известные игроки и тренеры

### Ирландцы «Британских и ирландских львов»
Приведённые игроки «Ленстера» защищали цвета и сборной Ирландии, и «Британских и ирландских львов».
| - Том Крин: 1896 - Карл Маллен: 1950 - Робин Рой: 1955 - Тони О'Рилли: 1955, 1959 - Ронни Доусон: 1959, 1968 - Майк Хипуэлл: 1971 - Шон Линч: 1971 - Фергус Слэттери: 1971, 1974 - Том Грейс: 1974 | - Джон Молони: 1974 - Уилли Даггэн: 1977 - Филип Орр: 1977, 1980 - Родни О'Доннелл: 1980 - Джон Робби: 1980 - Тони Уорд: 1980 - Олли Кэмпбелл: 1980, 1983 - Хьюго Макнилл: 1983 - Пол Дин: 1989 | - Брендан Маллин: 1989 - Винс Каннингем: 1993 - Эрик Миллер: 1997 - Малькольм О'Келли: 2001, 2005 - Брайан О'Дрисколл: 2001, 2005, 2009 - Шейн Бёрн: 2005 - Гордон Д'Арси: 2005, 2009 - Денис Хикки: 2005 - Шейн Хорган: 2005 | - Роб Кирни: 2009 - Люк Фицджеральд: 2009 - Джейми Хислип: 2009 |

### Представители «Британских и ирландских львов» из других стран
- Нэтан Хайнс: 2009[англ.]

### Известные зарубежные игроки
Список неирландских игроков международного уровня.
| - Фелипе Контепоми - Марияно Галарса | - Рокки Элсом - Крис Уайтакер* - Оуэн Финеган* - Шон Берн - Нэтан Спунер - Бен Джиссинг | - Брэд Торн* - Дэвид Холуэлл - Кэмерон Джоуитт - Брайс Уильямс - Нэтан Уайт - Стэн Райт | - Си Джей ван дер Линде* - Куинн Ру - Олли ле Ру - Харри Вермаас | - Уилл Грин - Бен Те'о - Адам Бёрнс - Василий Артемьев - Нэтан Хайнс |

* — победители ЧМ.

### Бывшие тренеры
- Майкл Чейка (2005/06 — 2009/10) — 2 титула (Про12 и кубок Хейнекен)
- Джерри Мёрфи (и. о. 2004/05)
- Деклан Кидни (2004/05)
- Гэри Элла (2003/04)
- Мэтт Уильямс (2000/01 — 2002/03) — 1 титул (Про12)
- Майк Раддок (1997/98 — 1999/00)

## Рекорды и награды

### ERC Elite Awards
- Командная (50 матчей в кубке Хейнекен):  «Ленстер» (115)

#### Личные
- 50 матчей:  Шейн Хорган (87), Гордон Д’Арси (83), Лео Каллен (81 всего и 69 за «Ленстер»), Брайан О'Дрисколл (78), Малькольм О'Келли (74), Джирван Демпси (68), Шейн Бёрн (61 всего и 55 за «Ленстер»), Реджи Корриган (61), Шейн Дженнингс (61 всего и 46 за «Ленстер»), Тревор Бреннан (57 всего и 22 за «Ленстер»), Виктор Костелло (57), Денис Хикки (54), Джейми Хислип (53), Оуэн Реддан (53 всего и 26 за «Ленстер»), Эрик Миллер (52 всего и 34 за «Ленстер»);  Нэтан Хайнс (69 всего и 17 за «Ленстер»)
- 25 попыток:  Брайан О'Дрисколл (31), Шейн Хорган (27), Гордон Д’Арси (25)

(по состоянию на 19 мая 2012 г.)

### Игрок года в Европе (ERC)
2011 —  Шон О'Брайен
2012 —  Роб Кирни

### Европейская дрим-тим (ERC)
Приведённые регбисты «Ленстера» были включены в состав европейской дрим-тим (ERC European Dream Team), сборной игроков кубка Хейнекен всех времён.
- Рокки Элсом (фланкер), 2008—2009
- Брайан О’Дрисколл (центр), 1999—н. в.

Элсом появлялся в матчах кубка реже всех остальных игроков «Ленстера» и был на тот момент единственным регбистом клуба не из Европы. Оба спортсмена вошли в победный состав клуба на кубке Хейнекен 2008/09.

### Команда годаПро12
- 2006/07:  Фелипе Контепоми,  Гордон Д'Арси,  Денис Хикки,  Джейми Хислип
- 2007/08:  Фелипе Контепоми,  Лео Каллен,  Джейми Хислип,  Бернард Джекмен,  Олли ле Ру,  Малькольм О'Келли,  Стэн Райт
- 2008/09:  Рокки Элсом,  Джейми Хислип,  Брайан О'Дрисколл
- 2009/10:  Лео Каллен,  Джейми Хислип,  Брайан О'Дрисколл
- 2010/11:  Джейми Хислип,  Иса Насева,  Шон О'Брайен,  Майк Росс,  Ричардт Стросс
- 2011/12:  Иса Насева,  Ричардт Стросс

### Индивидуальные рекорды

#### Кубок Хейнекен
- Игры: (87)  Шейн Хорган
- Очки: (338)  Фелипе Контепоми
- Попытки: (31)  Брайан О'Дрисколл
- Реализации и пенальти: (269)  Фелипе Контепоми

(данные по состоянию на 28 марта 2012 г.)

#### Кельтская лига / Про12
- Игры: (98)  Шейн Хорган
- Очки: (877)  Фелипе Контепоми
- Попытки: (38)  Шейн Хорган
- Реализации и пенальти: (302)  Фелипе Контепоми

Жирным выделены рекорды лиги. (данные по состоянию на 24 мая 2011 г.).